# Krisztina
Krisztina est un prénom hongrois féminin.

## Personnalités portant ce prénom
- Pour l'ensemble des articles sur les personnes portant ce prénom, consulter :
  - la liste des articles dont le titre commence par ce prénom
  - les listes produites par Wikidata : Liste des personnes de prénom « Krisztina » — même liste en incluant les éventuels prénoms composés qui contiennent « Krisztina ».

- Krisztina Czakó, (1978–) patineuse hongroise.
- Krisztina Dávid, (1975–) tireuse sportive hongroise.
- Krisztina Egerszegi, (1974–) nageuse hongroise.
- Krisztina Fazekas-Zur, (1980–) kayakiste hongroise.
- Krisztina Lőrincz, (1981–) athlète handisport hongroise.
- Krisztina Magát, (1989–) haltérophile hongroise.
- Krisztina Megyeri, (1974–) pianiste hongroise.
- Krisztina Morvai, (1963–) personnalité politique hongroise.
- Krisztina Passuth, (1937–) historienne de l'Art hongroise.
- Krisztina Raksányi, (1991–) joueuse hongroise de basket-ball.
- Krisztina Regőczy, (1955–) patineuse artistique hongroise.
- Krisztina Rády, (1968–2010) femme de lettre hongroise.
- Krisztina Triscsuk, (1985–) handballeuse russe.
- Krisztina Tóth, (1974–) joueuse de tennis de table hongroise.
- Krisztina Tóth (écrivaine), (1967–) écrivaine hongroise.